# Stahnsdorf
Stahnsdorf est une commune allemande située immédiatement au sud de Kleinmachnow, au sud de Berlin, à l'ouest de Teltow et à l'est de Potsdam, dans l'arrondissement de Potsdam-Mittelmark. Sa population était de 15 371   habitants au 31 décembre 2019. Elle comprend les localités de Stahnsdorf, Güterfelde (connue pour son château de Güterfelde), Schenkenhorst (jusqu'en 1938: Schenkendorf) et Sputendorf.

## Cimetière
- Le cimetière du Sud-Ouest (Südwestkirchhof) de Stahnsdorf, sous forme de parc boisé, accueille les tombes de plusieurs personnages célèbres, comme le comte Georg von Arco; Rudolf Breitscheid; Lovis Corinth; Hugo Distler; Engelbert Humperdinck; Friedrich Wilhelm Kuhnert; le comte Otto Lambsdorff; Ludwig Manzel; Friedrich Wilhelm Murnau; Adolf Rohrbach; ou encore Heinrich Zille. C'est le cimetière boisé le plus important d'Europe.

## Démographie
- Développement de la population dans les limites actuelles. -- Ligne bleue: Population; Ligne pointillé: Comparaison avec le développement de Brandebourg -- Fond gris: Période du régime nazie; Fond rouge: Période du régime communiste
- Évolution recente (ligne bleue) et prévisions sur l'effectif de résidents

| Année | Population |
| ----- | ---------- |
| 1875  | 1 488      |
| 1890  | 1 495      |
| 1910  | 2 746      |
| 1925  | 3 399      |
| 1933  | 5 244      |
| 1939  | 8 391      |
| 1946  | 8 805      |
| 1950  | 8 900      |
| 1964  | 8 820      |
| 1971  | 8 869      |

| Année | Population |
| ----- | ---------- |
| 1981  | 8 341      |
| 1985  | 8 120      |
| 1989  | 8 154      |
| 1990  | 7 938      |
| 1991  | 7 892      |
| 1992  | 7 888      |
| 1993  | 8 065      |
| 1994  | 8 852      |
| 1995  | 9 431      |
| 1996  | 9 852      |

| Année | Population |
| ----- | ---------- |
| 1997  | 10 147     |
| 1998  | 10 880     |
| 1999  | 11 224     |
| 2000  | 11 506     |
| 2001  | 11 785     |
| 2002  | 12 216     |
| 2003  | 12 589     |
| 2004  | 12 977     |
| 2005  | 13 235     |
| 2006  | 13 488     |

| Année | Population |
| ----- | ---------- |
| 2007  | 13 817     |
| 2008  | 13 984     |
| 2009  | 14 112     |
| 2010  | 14 210     |
| 2011  | 14 156     |
| 2012  | 14 245     |
| 2013  | 14 415     |
| 2014  | 14 800     |
| 2015  | 15 127     |
| 2016  | 15 240     |

| Année | Population |
| ----- | ---------- |
| 2017  | 15 270     |
| 2018  | 15 243     |
| 2019  | 15 371     |
| 2020  | 15 756     |